# Steinwandkogel
Steinwandkogel (2132 m n. m.) je hora v Rottenmannských Taurách na území rakouské spolkové země Štýrsko. Nachází se v bočním hřebeni, který vybíhá z hory Zinkenkogel (2233 m) směrem na jihovýchod. Na severozápadě sousedí se samotným Zinkenkogelem a na jihovýchodě s horou Schüttnerkogel (2170 m). Severovýchodním směrem vybíhá ze Steinwandkogelu krátká boční rozsocha s vrcholem Gamshöhe (2028 m). Severní svahy hory klasají do doliny Pölskar, východní do doliny Gamskar a jihozápadní do údolí potoka Authalbach.

## Přístup
- po neznačené hřebenové cestě od vrcholu Zinkenkogel nebo od vrcholu Bruderkogel
- po neznačené cestě z údolí Authal nebo z údolí Pölsental